# Museum of the Rockies
Le Museum of the Rockies (littéralement : le Musée des Montagnes Rocheuses), affilié à la Montana State University - Bozeman et à la Smithsonian Institution, est un musée situé dans la ville de Bozeman dans l'État du Montana, aux États-Unis. Il est notamment connu pour ses collections paléontologiques.
Le musée est accrédité par l'American Alliance of Museums.